# Scampi

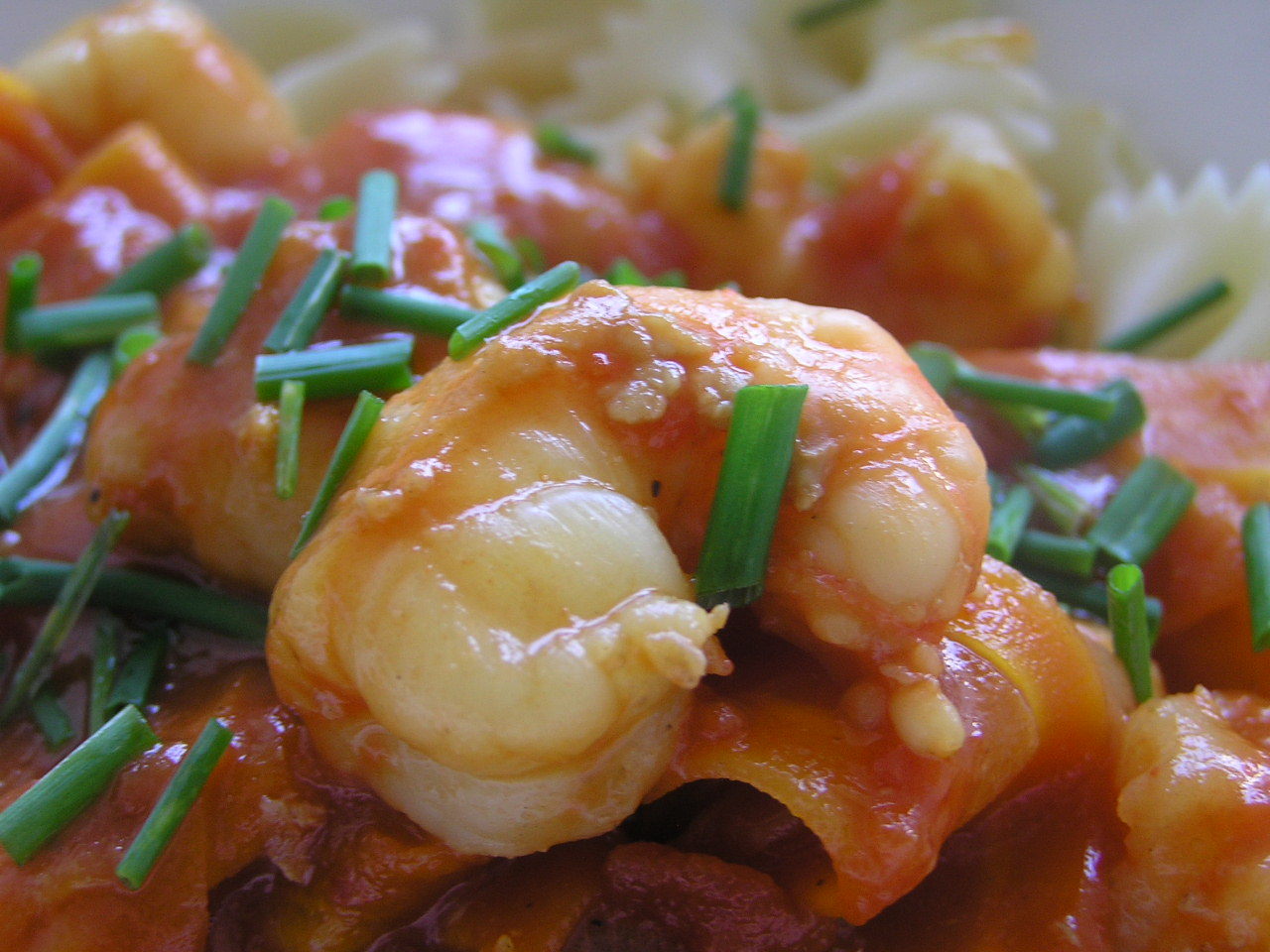
Scampi.

El scampi es un plato italiano elaborado con scampo (en italiano es el singular de cigala - Nephrops norvegicus), conocido también como cigala de Dublín (especialmente en Reino Unido e Irlanda) y langoustine (en francés).